# Geschichte des Hörfunks

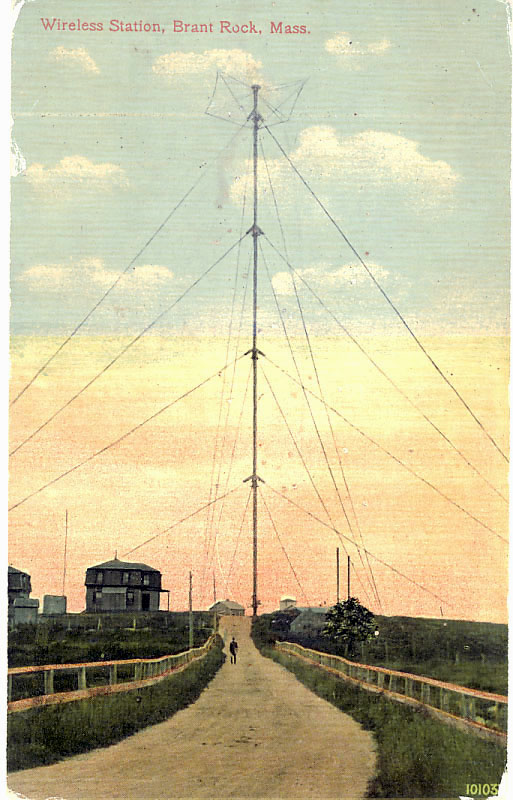
Sendemast in Brant Rock (Postkarte, um 1910)

Die Hörfunkgeschichte umfasst die Entwicklung des Hörfunks und der dazugehörenden Geräte wie Antennen und Radioempfängern. Sie beginnt Anfang des 20. Jahrhunderts und ist eng verbunden mit der Geschichte des Telefons und der drahtlosen Telegrafie sowie Fortschritten in der Physik auf den Gebieten der Elektrizität und des Magnetismus.

## Entwicklung technischer Voraussetzungen

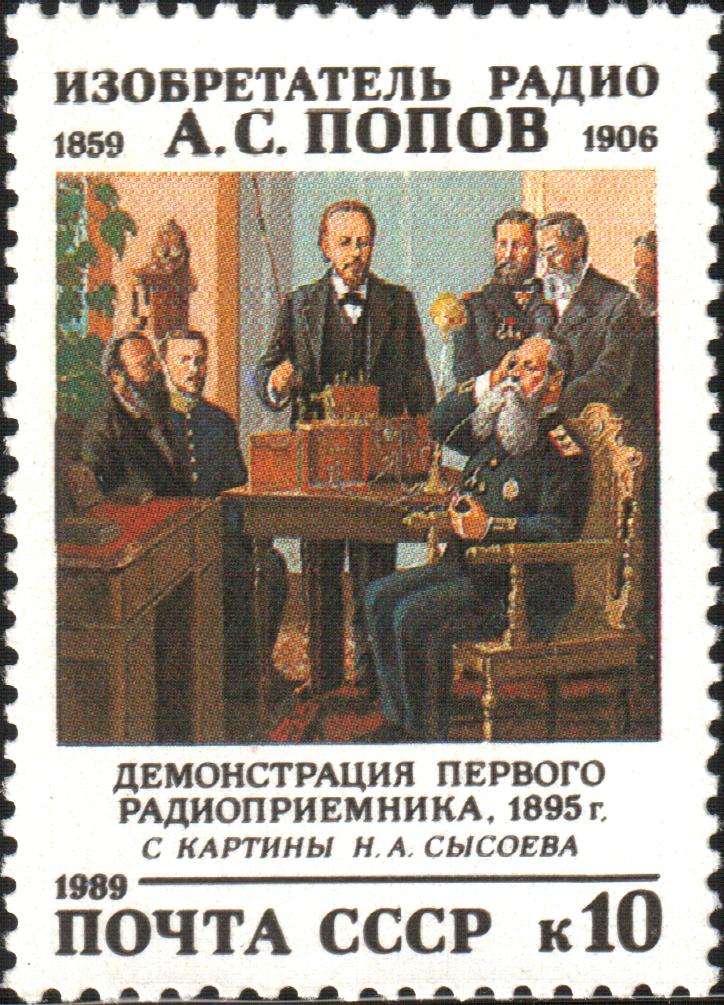
Sowjetische Briefmarke von 1989 anlässlich des 130. Geburtstags Popows als „Erfinder des Radios“

### Die Anfänge
Der Hörfunk umfasst die drei Komponenten: Tonaufnahme, Übertragung und Empfang. Das erste brauchbare, noch rein mechanisch arbeitende Tonaufzeichnungsverfahren entwickelte Thomas Alva Edison mit seinem 1877 vorgestellten Zinnfolienphonographen. Die technische Wandelung von akustischen Schallwellen in elektrische Impulse gelang erstmals in der zweiten Hälfte des 19. Jahrhunderts mit der Erfindung der ersten Mikrofone u. a. durch Philipp Reis und Alexander Graham Bell. Die Übertragung setzte die Erfindung des Telefons voraus. Hier gibt es zahlreiche parallele Entwickler und Erfinder; die weitestgehende Lösung stammt von Alexander Graham Bell aus dem Jahr 1876. Das Telefon setzte zunächst jedoch noch einen Draht als Leiter voraus. Seit den 1880er Jahren bestehende Theatrophone und Telefonzeitungen wurden später durch den Rundfunk ersetzt.
Der drahtlose Rundfunk basiert auf der Entdeckung der elektromagnetischen Wellen durch Heinrich Hertz im Jahr 1886. Die technischen Grundlagen des Rundfunks wurden im ausgehenden 19. Jahrhundert von Nikola Tesla erfunden und patentiert. Allerdings vernichtete 1895 ein Feuer seine fertige Anlage. 1943 entschied das Oberste Patentgericht der USA für die USA, dass Tesla der Erfinder des Radios sei. Seit Juni 1884 lebte Tesla in den USA, wo er zunächst bei Thomas Alva Edison in New York arbeitete, dann zur Konkurrenz Westinghouse Electric kam und später, gegen Anfang 1943 in hohem Alter, ebendort starb.
Am 7. Mai 1895 präsentierte Alexander Popow erstmals diese Technologie in der Staatlichen Universität Sankt Petersburg. Am 24. März 1896 übermittelte seine Versuchsanordnung die Wörter „Heinrich Hertz“ an eine 250 Meter entfernte Empfangsstation. Für diese Pionierleistung wurde Popow auf dem Pariser Elektrotechnischen Kongress im Jahr 1900 geehrt. Dennoch geriet sein Werk in der Öffentlichkeit angesichts einiger weiterer Erfolge, insbesondere von kommerziellen Leistungen in Vergessenheit. Später trug auch der Ost-West-Konflikt durch gezieltes Ignorieren in der westlichen Welt dazu bei, dass der schon 1906 verstorbene Popow in Vergessenheit geriet, im Gegensatz zu Tesla und Marconi.

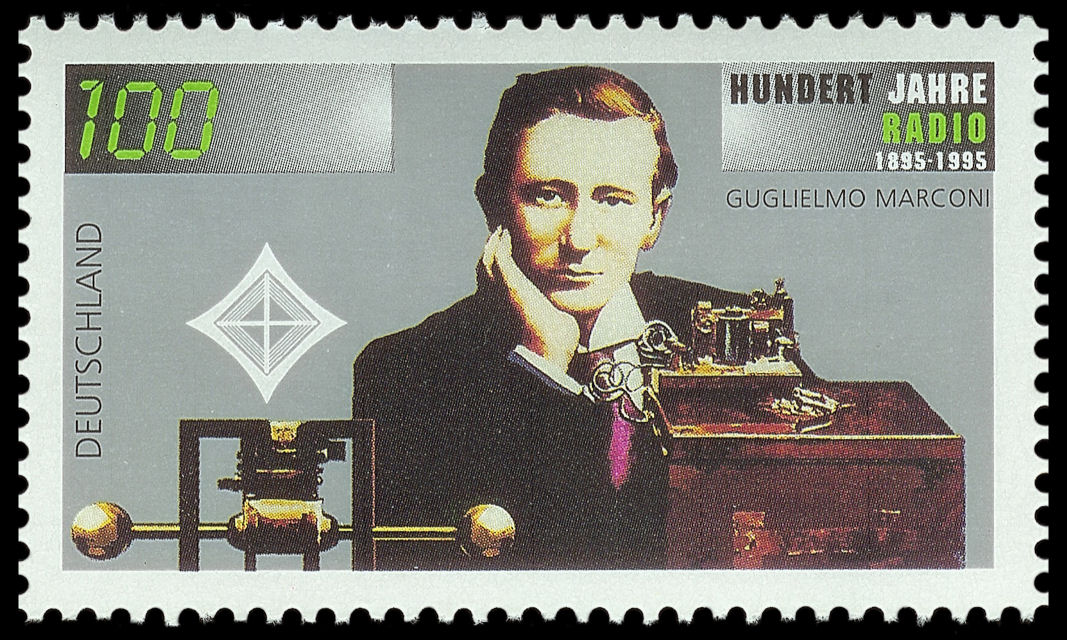
Sonderbriefmarke zur Erfindung des Radios durch Guglielmo Marconi

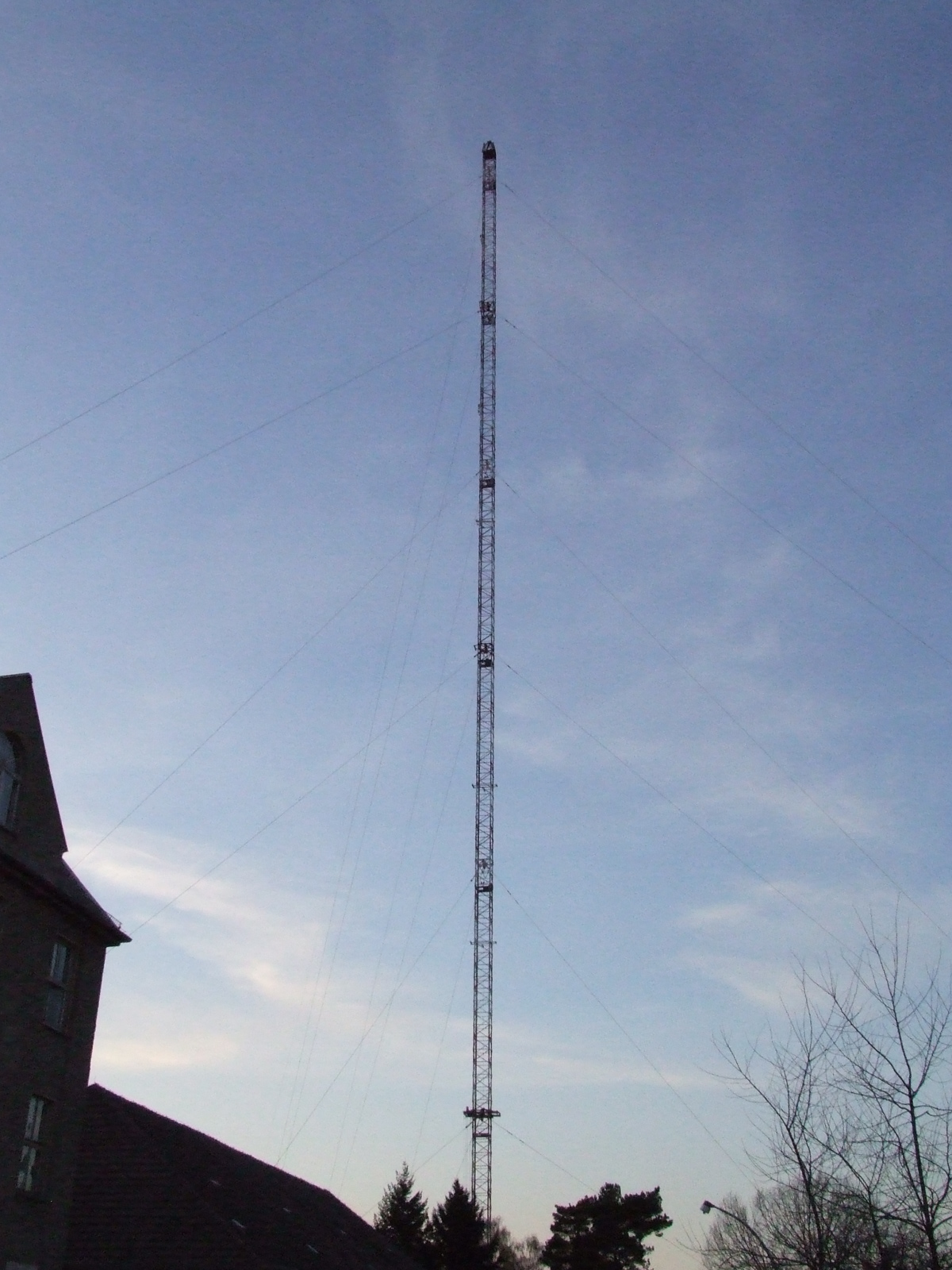
Der 210 m hohe noch erhaltene Sendemast auf dem Funkerberg in Königs Wusterhausen

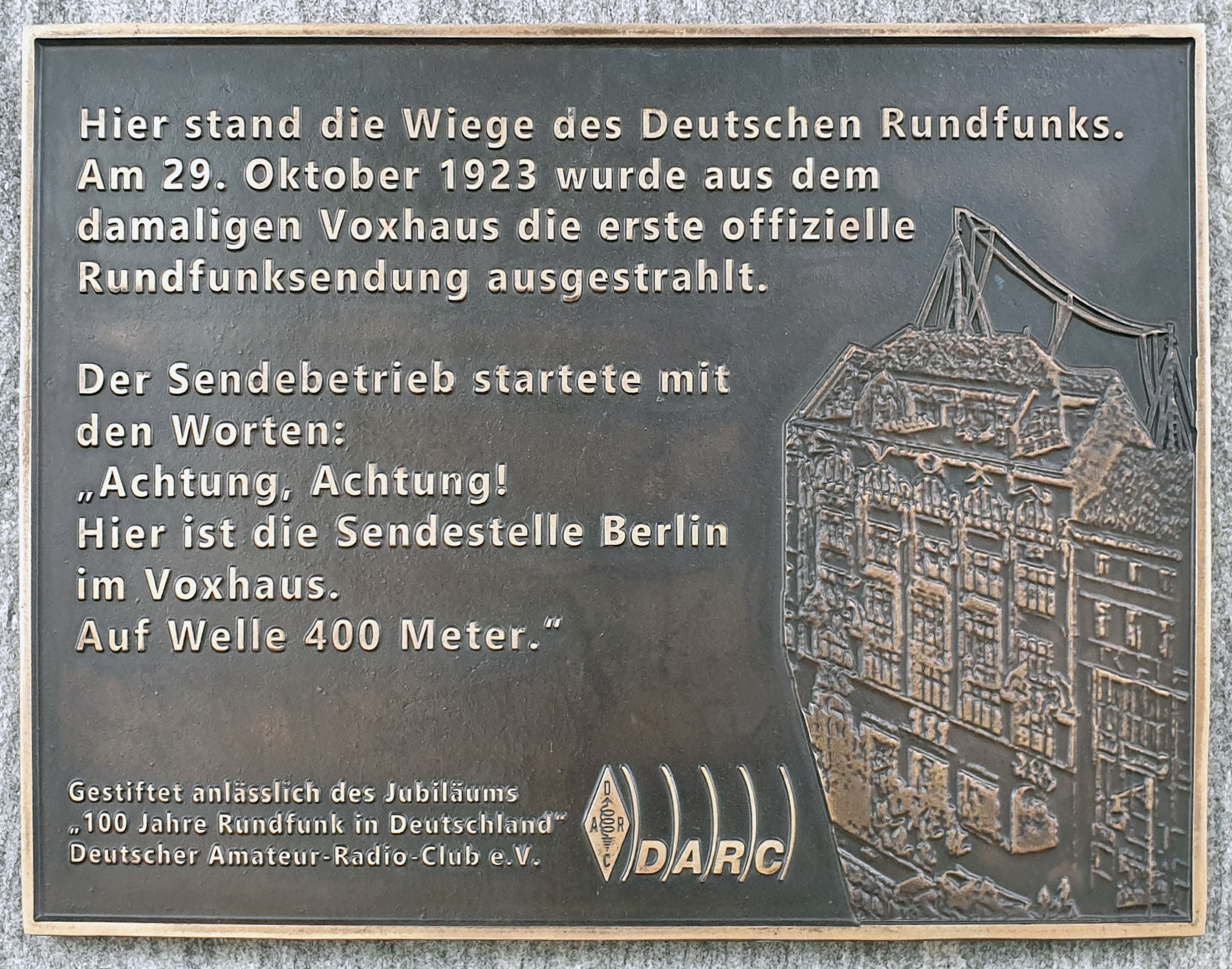
Gedenktafel am Potsdamer Platz 1, in Berlin-Tiergarten

Im öffentlichen Bewusstsein jedoch galt bereits damals und auch später Guglielmo Marconi weiterhin als Erfinder des Radios und der kommerziellen Nutzung der elektromagnetischen Wellen für die Übertragung telegrafischer Nachrichten. Marconi ließ seine gleichartig zu Popow strukturierte Versuchsanordnung im Juni 1896 patentieren. Im Jahr 1897 gelang ihm erstmals eine drahtlose Übertragung über die Distanz von fünf Kilometern.
In Deutschland wurde im Sommer 1897 durch die beiden Physiker Adolf Slaby und Georg Graf von Arco der Turm der Heilandskirche am Port von Sacrow im Potsdamer Ortsteil Sacrow für Versuche zur drahtlosen Signalübertragung verwendet. Ihre Beiträge stellen einen wichtigen Beitrag für die Entwicklung des Rundfunks dar. Von der ersten deutschen Antennenanlage für drahtlose Telegraphie wurden am 27. August 1897 Funksignale von Sacrow zur 1,6 Kilometer entfernten kaiserlichen Matrosenstation Kongsnæs am gegenüberliegenden Ufer des Jungfernsees übertragen.
Im Jahr 1899 gelang Marconi eine drahtlose Telegrafie-Verbindungen über den Ärmelkanal und bereits kurz darauf, im Jahr 1901 funkte er über den Atlantik – letztere aufgrund von technischen Verbesserungen in Form des von Ferdinand Braun entwickelten induktiv gekoppelten Antennenkreises. Marconi und Braun erhielten für diese Leistungen 1909 den Nobelpreis für Physik. Weiterhin hatte auch Adolf Slaby in Berlin-Charlottenburg relativ zeitgleich eine gleichartige Verbesserung entwickelt. Stets stand eine große Firma hinter den Entwicklungen: Bei Slaby war es die AEG, bei Marconi war es die Marconi Company (gegründet als Wireless Telegraph and Signal Company im Jahr 1897) sowie die Marconi Wireless Telegraph Company of America (gegründet 1899, später in RCA aufgegangen) und bei Braun war es Siemens & Halske (S & H).
Die aus dem Umgang mit der drahtlosen Telegrafie gewonnenen Erkenntnisse wurden in der Folge zunehmend erweitert. Die Grundlage zur erfolgreichen Übertragung von Tönen schuf William Du Bois Duddell im Jahr 1900 mit der „Singing Arc Lamp“ („Singende Bogenlampe“). Valdemar Poulsen entwickelte daraus einen Lichtbogensender zur Erzeugung ungedämpfter Schwingungen, um Sprache und Musik übertragen zu können. 1906 gelang der Firma Telefunken Poulsens Verfahren zu verbessern, und mit einem Sender aus „tönenden Löschfunken“ eine Reichweite von etwa 40 Kilometern zu erreichen.
Am Weihnachtsabend 1906 übertrug Reginald Fessenden von der neuen Station für drahtlose Telegraphie in Brant Rock (Massachusetts) mit einem Maschinensender die erste Radiosendung. Dort hatten sich unter Leitung von Fessenden einige Wissenschaftler zu einem Experiment versammelt. Nach Fessendens Schilderung begann er mit einer kurzen Ansprache, es folgte „Phonographenmusik“ (das Largo von Händel). Danach spielte Fessenden ein Violinsolo, und zwar die Komposition „O Holy Night“ von Adolphe Adam, die mit den Worten endet: „Staunet und seid stumm“. Fessenden sang einen Vers und spielte dazu Violine. „Dann kam der Bibeltext ‚Ehre sei Gott in der Höhe‘. Wir schlossen damit, dass wir ihnen ‚Frohe Weihnachten‘ wünschten und ihnen sagten, dass wir vorhätten, am Neujahrsabend wieder zu senden.“ Zu hören war das Fessenden-Experiment auf den US-Küstenschiffen des Atlantiks.
Der Entwicklung des Röhrensenders auf Basis der Meißner-Schaltung von Alexander Meißner, die im Jahr 1913 zum Patent angemeldet wurde, hat ebenfalls große Bedeutung als Grundlage für die weitere Entwicklung der zugehörigen Technik.

### Entwicklung bis 1923
Im Ersten Weltkrieg kam es zu ersten Versuchen mit Röhrensendern (s. Elektronenröhre) und Rückkopplungs-Empfängern durch Hans Bredow und Alexander Meißner, bei denen bereits Musik gut übertragen wurde. Ab 1915 gab es in den USA erste Pläne für regelmäßig ausgestrahlte, kommerzielle Rundfunkprogramme. Zunächst wurden entsprechende Vorhaben jedoch nicht verwirklicht.
Am 6. November 1919 sendete der niederländische Fabrikant Hanso Schotanus à Steringa Idzerda aus seiner privaten Wohnung in Den Haag die erste bekannte Radiosendung. Dieser sendete bis 1924 an vier Tagen in der Woche sein beliebtes Programm. Danach musste er aufgeben, da die Finanzierung des Programms auf freiwillige Beiträge der Hörer baute, welche aufgrund der zahlreicher werdenden Sendestationen in den Niederlanden ausblieben.
1920 nahm in Pittsburgh (USA) die erste kommerzielle Radiostation ihren regelmäßigen Betrieb auf. Frank Conrad, ehemaliger Marineoffizier und Angestellter der Telegraphenfirma Westinghouse, hatte am Anfang des Jahres zunächst zu Testzwecken Grammophonplatten und live gespielte Klavierstücke über seine Amateurfunkanlage abgespielt und benachbarte Funker um Rückmeldung über die Funkqualität gebeten. Schnell entwickelte sich die immer freitagabends abgespielte Musik zu einem beliebten Freizeitereignis. Im weiteren Verlauf des Jahres 1920 stellte Westinghouse vereinfachte und billige Radiogeräte zur Verfügung, die auch von Laien bedient werden konnten. Conrad weitete den Sendebetrieb zu einem Programm unter dem Rufzeichen KDKA aus. Am 2. November 1920 begann mit einer Liveübertragung der Ergebnisse der amerikanischen Präsidentschaftswahl die allabendliche Ausstrahlung des Programms. Innerhalb weniger Monate folgte der regelmäßige Sendebetrieb anderer amerikanischer Sender. Firmen unterschiedlichster Branchen strahlten in Eigenverantwortung Shows und Programme zu Werbezwecken aus.
Am 22. Dezember 1920 fand in Deutschland die erste Rundfunkübertragung eines Weihnachtskonzerts durch den Sender Königs Wusterhausen der Reichspost statt. Postbeamte spielten auf mitgebrachten Instrumenten, sangen Lieder und trugen Gedichte vor. Der Funkerberg gilt daher als die Geburtsstätte des öffentlichen Rundfunks in Deutschland. Bis zum Aufkommen des Fernsehens war der Ausdruck „Rundfunk“ identisch mit Hörfunk (zeitweilig auch „Hör-Rundfunk“ bzw. „Ton-Rundfunk“ genannt).
Entscheidend für die Entwicklung des jungen Mediums war der sogenannte Funkerspuk: Nach russischem Vorbild besetzten am 9. November 1918 revolutionäre Arbeiter die Zentrale des deutschen Pressenachrichtenwesens und verkündeten irreführend den Sieg der radikalen Revolution (USPD, KPD, Spartakusbund) in Deutschland. Als Reaktion auf diese Aktion verschärfte die SPD-Reichsregierung die Kontrolle über das junge Medium:
- Funkregal („Funkhoheit“): Hoheitsrecht des Reiches zur Einrichtung und zum Betrieb von Sende- und Empfangsanlagen (ab etwa 1919)
- Empfangsverbot von Funksendungen für Privatpersonen (um 1922, aufgehoben 1923)
- Begrenzung der technischen Eigenschaften von Empfangsgeräten, Rückkopplungsverbot, Genehmigungspflicht; Einführung der Rundfunkgebühr ab 1923

Am 22. Mai 1922 wurde die Deutsche Stunde gegründet. Sie war eine Tochtergesellschaft des Wirtschaftsnachrichtenbüros Eildienst, das dem Außenministerium nahestand. Das Innenministerium selbst gründete die Dradag (Drahtloser Dienst AG).
Ab 1922 wird der Wirtschaftsrundspruchdienst als erster regelmäßiger und gebührenpflichtiger Rundfunk betrieben. Am 6. April 1923 wird der erste Radioclub in Berlin gegründet sowie der Verband der Rundfunkindustrie in Berlin.
Als Geburtsstunde des deutschen Rundfunks gilt der 29. Oktober 1923. An diesem Tag wird die erste Unterhaltungssendung aus dem Vox-Haus ausgestrahlt (siehe Funk-Stunde Berlin). Als erster offizieller Rundfunkteilnehmer in Deutschland gilt der Berliner Zigarettenhändler Wilhelm Kollhoff. Die Lizenz zum Hören des Programms kostete – 1923 war der Höhepunkt der Inflationszeit – 60 Goldmark oder 780 Milliarden Papiermark.
In der Schweiz fertigte im Jahr 1917 die Basler Glühlampenfabrik Elektronenröhren nach Vorgaben von Hans Zickendraht. Vier Jahre später strahlte ein Sender beim neuen Basler Zeughaus St. Jakob Signale aus, die in Neuenburg empfangen werden konnten.

## Anfänge bis zum Ende des Zweiten Weltkrieges
Die Vorläufer des Rundfunks in Deutschland waren der Presserundfunk und der Wirtschaftsrundspruch. Im deutschen Sprachraum waren 1922 die Worte „Rundfunk“, „Hörfunk“ und „Radio“ nicht gebräuchlich. Stattdessen wurde auf das englische Wort „Broadcast“ zurückgegriffen. In Berlin-Mitte gab es einen Hersteller von Empfangsgeräten, der sich „Broadcast AG“ nannte. Das Altenaer Kreisblatt schrieb im Sommer 1922 von einem Wunsch der Allgemeinheit nach „Broadcasting“. In der in Wien erscheinenden Zeitschrift Radiowelt klagt die „Broadcasting-Radiogesellschaft m.b.H.“ über illegale Kopien ihrer Drei- und Vierröhrentype. Die Echtheit erkenne man am Firmenschild „Broadcast“.
Für die Einrichtung der ersten Sendernetze 1924 war der Staatssekretär im Reichspostministerium Hans Bredow zuständig. Als die erste Rundfunkgesellschaft, die Funk-Stunde Berlin, am 29. Oktober 1923 ihren Sendebetrieb aufnahm, gab es nicht einen einzigen zahlenden Hörer. Am 1. Januar 1924 waren es in Deutschland 1580 zahlende Rundfunkteilnehmer. Ab 1924 wurde die „Deutsche Stunde“ (als Vorläuferin des Bayerischen Rundfunks) aus Bayern gesendet. In den USA war der Rundfunk 1924 ungleich bedeutender; in diesem Jahr wurde erstmals die Antrittsrede des Präsidenten über Rundfunk ausgestrahlt.
Am 29. Mai 1924 fand die erste Rundfunkausstellung in Hamburg statt. Im Sommer 1924 führte die englische Postbehörde eine Zugfahrt zwischen London-Paddington und Birmingham durch, um mit einer auf dem Dach montierten 15 m langen Antenne den Rundfunkempfang zu untersuchen. Der Test verlief positiv; insbesondere fiel auf, dass das Eisen der Lokomotive den Empfang nicht störte.
| Ravag |

| BAV |

| HB2 |

| RGZ |

| Radiojournal |

| FunkSt |

| Mirag |

| DStB |

| Süwrag |

| Norag |

| Sürag |

| Wefag |

|  |

|  |

|  |

| EAJ1 |

| EAJ2 |

| EAJ3 |

| TE |

| Radiola |

| PTT |

| PP |

| Agen |

| Sud-Ouest |

| Lyon |

|  |

|  |

|  |

|  |

|  |

|  |

|  |

|  |

| 2LO |

| 2ZY |

| 5IT |

| 5NO |

| 5SC |

| 2BD |

| 6BM |

|  |

| 5WA |

|  |

| 2BE |

| 1RO |

| HDO |

| SchlFSt |

| RA1 |

| Orag |

| Radiotjänst |

Signet der Reichs-Rundfunk-Gesellschaft

Am 31. Januar 1925 war die erste Kurzwellenrundfunkübertragung aus den USA in Deutschland zu hören. Am 4. April wurde der Weltrundfunkverein gegründet, am 15. Mai die Reichs-Rundfunk-Gesellschaft, die Dachorganisation des Rundfunks unter dem Dach der Deutschen Reichspost. Am 1. November sprach Bernhard Ernst den ersten Livekommentar zu einem Fußballspiel zwischen Preußen Münster und Arminia Bielefeld im Radio.
Das erste per Rundfunk verfolgbare Fußballländerspiel war die Begegnung zwischen Deutschland und den Niederlanden am 18. April 1926 in Düsseldorf. Am 1. Juni setzte das Reichspostministerium den ersten „Reichsrundfunkkommissar“ ein. Am 1. September ging der erste Versuchssender für Kurzwellenrundfunk in Deutschland in Betrieb. Am 15. November ordnete der Weltrundfunkverein erstmals weltweit die Rundfunkfrequenzen. Am 3. September wurde der Funkturm in Berlin eingeweiht. Ebenfalls 1926 ging die Deutsche Welle GmbH auf Sendung, die später in Deutschlandsender umbenannt wurde.
Die BBC vermeldete einen Zuwachs an Rundfunklizenzen zwischen 1923 und 1927 von 100.000 auf 2,4 Millionen.
Am 19. April 1927 wurde den Frequenzabkommen des Weltrundfunkvereins durch die Einrichtung der Internationalen Wellenkontrollstelle in Brüssel Nachhaltigkeit verschafft. Am 4. Oktober 1927 (bis 25. November) begann die Funkkonferenz in Washington, die den Mitgliedsländern erstmals Kurzwellenbänder zuordnete. Im Dezember ging der Kurzwellen-Versuchssender AFK in Döberitz an den Start. In Chelmsford begannen im selben Jahr (1927) die ersten Kurzwellenversuche.
Die ausländische Presse nahm die deutschen Rundfunkentwicklungen von Beginn an wahr. Im Mai 1928 schrieb der Deutschlandkorrespondent der Times, dass das den Deutschen von Reichsrundfunkkommissar Bredow auferlegte Programm viel ernster sei als das britische der BBC:

„Grob gesprochen unterscheidet sich das deutsche vom englischen System darin, dass es tagsüber arbeitet und nachts spielt. Während des Tags gibt es Zeitsignale, Nachrichtensendungen, Berichte über Wirtschaft, Wetter, Börse, Getreidehandel, Informationen für Landwirte, Unterricht und Vorträge. Praktisch die einzige Unterhaltung vor dem Abend besteht in den am späten Vormittag oder frühen Nachmittag ausgestrahlten Grammophon-Konzerten. […] Die amüsante Seite des Radios setzt deswegen erst am Abend ein, etwa gegen 7.30 oder 8.30 Uhr. Dennoch, so verwunderlich es auch sein mag, findet der Deutsche die Abendsendungen oft langweilig und hält, obwohl er das nicht offen zugeben würde, die erzieherischen Sendungen während des Tags und frühen Abends weit unterhaltsamer.“

Im Oktober 1928 gab die Deutsche Reichspost dem Elektrokonzern Telefunken den Auftrag, einen Kurzwellensender in Zeesen zu bauen.
Am 1. Januar 1929 traten die Frequenzvereinbarungen der Washingtoner Funkkonferenz in Kraft. Am 28. August nahm der Weltrundfunksender seinen offiziellen Betrieb auf. Am 30. September hielt der Schriftsteller Alfred Döblin auf der Arbeitstagung „Dichtung und Rundfunk“ seine Rede „Literatur und Rundfunk“. Am 2. Dezember übertrug Radio Madrid 25 Minuten eines vom Weltrundfunksender auf Welle 31,38 ausgestrahlten Konzerts. Am 25. Dezember übernahm der US-Sender NBC das deutsche Weihnachtsprogramm; es war der erste Programmaustausch mit den USA. Im Januar 1932 wurde dieses Austauschabkommen erweitert. Am 22. Januar 1932 ging der erste Richtstrahler für Nordamerika in Betrieb. Am 19. August stellte die Reichspost auf der Funkausstellung in Berlin den ersten Radioempfänger mit Kurzwellenempfangsmodul vor.
Bertolt Brecht erkannte die Möglichkeiten des Rundfunks. Er stellte in seiner Radiotheorie die These auf: „Der Rundfunk wäre der denkbar großartigste Kommunikationsapparat des öffentlichen Lebens (…) wenn er es verstünde, nicht nur auszusenden, sondern auch zu empfangen, also den Zuhörer nicht nur hören, sondern auch sprechen zu machen und ihn nicht zu isolieren, sondern ihn auch in Beziehung zu setzen.“ Brechts Ziel war es, Höreraktivität zu erreichen und so den Distributionsapparat in einen Kommunikationsapparat zu verwandeln.
Ab 1926 hatten sich Standardtypen bei den Hörfunkempfängern herausgebildet: Das Röhrengerät hatte den Detektorapparat verdrängt und der Lautsprecher den Kopfhörer. Um 1930 galt die BBC international als Vorbild für ausgewogen und aktuell berichtenden Rundfunk. Ihr guter Ruf reichte bis in die USA, wo der Rundfunk von Beginn kommerziellen Zielen diente. Der amerikanische Physik-Nobelpreisträger Robert Andrews Millikan schrieb 1930:

„Das in England ausgestrahlte Programm ist allem, was hier zu Lande empfangen werden kann, unendlich überlegen, denn die B. B. C. liefert der englischen Öffentlichkeit den größten Gewinn an Bildung und Unterhaltung, den es, vermute ich einmal, jemals in der Geschichte der Welt gegeben hat. […] Und das für weniger als einen Cent pro Familie, eingesammelt nur von denen, die sich den Vorteil zunutze machen wollen.“

Die Verwendung weittragender AM-Frequenzen ermöglichte ein internationales Massenpublikum. So hatte die BBC 1939 bei einer Live-Vorführung von Trompeten aus einem Pharaonengrab 150 Millionen Zuhörer weltweit.

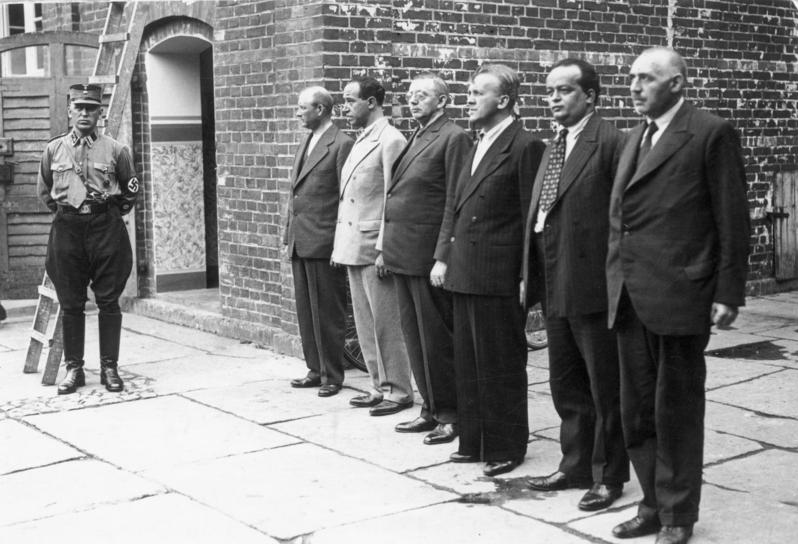
1933: deutsche Rundfunkpioniere und SPD-Funktionäre im KZ Oranienburg

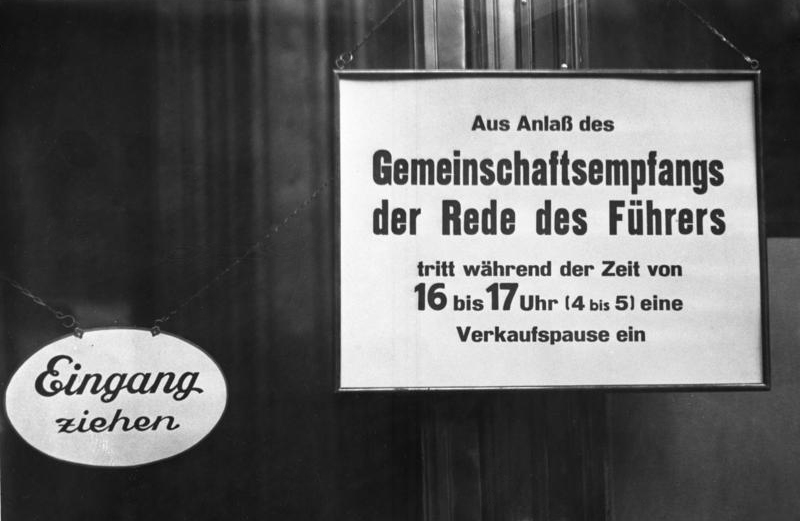
1935: Geschäfte schließen, damit eine Rede Hitlers gehört werden kann

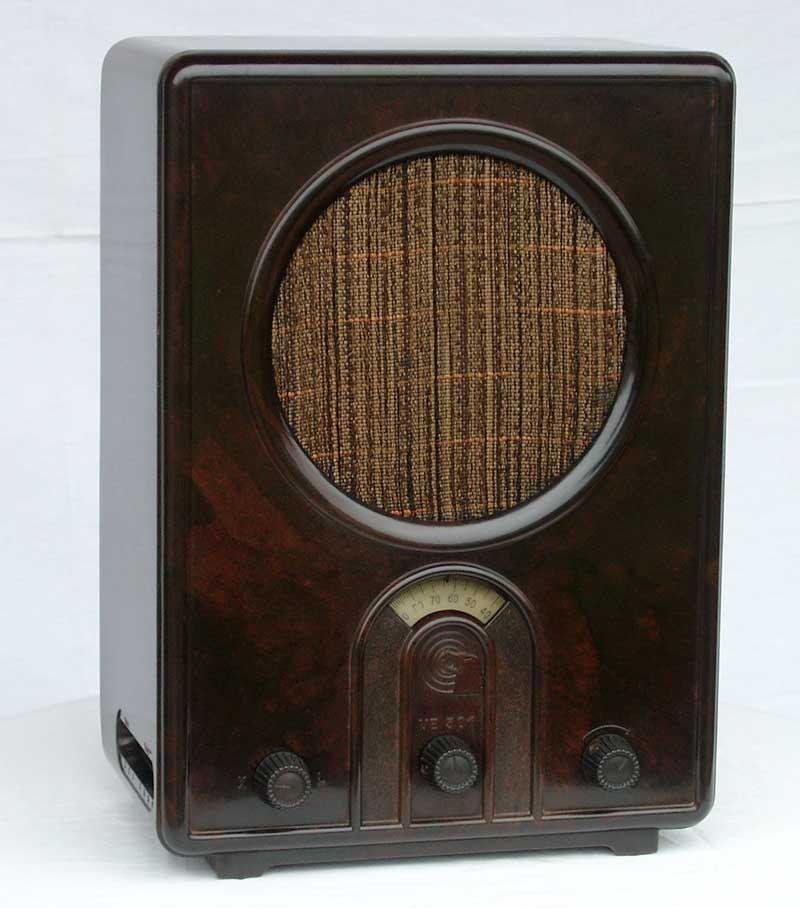
Volksempfänger, Typ VE301W

Die Reichssendung war eine Hörfunksendung, die von 1930 bis 1945 über alle Radiosender in Deutschland ausgestrahlt wurde. Sie war ein Sprachrohr, mit dem sich die Regierung über den Rundfunk an die Bevölkerung wandte und damit das erste Instrument klarer Einmischung der Politik ins Radioprogramm. Erste Übertragungen dieser Art liefen meist halbstündlich, abends. Im Deutschen Reich unter dem Nationalsozialismus waren die Reichssendungen dann nur einer von vielen Rundfunkpropagandakanälen für das Regime. Den Reichssendungen gemeinsam war die Zusammenschaltung aller Sender im Reich. Die Technik dafür erprobte man ab 1926 über Fernsprechleitungen, später über ein rundfunkeigenes Kabelsystem.
Die Nationalsozialisten nutzten die Massenmedien unmittelbar nach ihrer Machtergreifung für ihre Zwecke und schalteten den Rundfunk im Deutschen Reich gleich. Er wurde zum wichtigsten Propagandainstrument für die Hitler-Politik. Hans Flesch, Alfred Braun, Ernst Hardt – sowie zahlreiche andere Radiopioniere – wurden verhaftet und in Konzentrationslager deportiert.
Mit dem Slogan „Ganz Deutschland hört den Führer mit dem Volksempfänger“ vermarktete die Regierung den Volksempfänger VE 301. Seine Typenbezeichnung leitete sich vom Datum der nationalsozialistischen Machtergreifung ab (301 = 30. Januar [1933]). Die Hörerzahlen stiegen von rund vier Millionen Anfang 1932 auf über 12 Millionen Mitte 1939. Trotz dieses Erfolgs lag die Rundfunkempfangsdichte 1934 in Deutschland bei nur 33,3 % (46,9 % im Jahr 1937) und damit weit unter der in den USA (78,3 %) und Großbritannien (66,1 %).
Mit einer Verordnung über außerordentliche Rundfunkmaßnahmen vom 1. September 1939, dem Tag des Beginns des Überfalls auf Polen, wurde im Deutschen Reich das Verbreiten der Nachrichten von abgehörten Feindsendern unter Strafe gestellt. Auch das Abhören von Radiosendern neutraler und mit Deutschland verbündeter Staaten war verboten. Beides wurde im nationalsozialistischen Deutschland auch mit dem Begriff „Rundfunkverbrechen“ belegt.
Schon 1933 war die Gestapo dazu übergegangen, den Kommunisten zugerechnete Rundfunkteilnehmer, die gemeinschaftlich „Radio Moskau“ empfangen hatten, in Konzentrationslager zu verschleppen. Auch hatten Oberlandesgerichte, Sondergerichte und der Volksgerichtshof bereits ohne gesetzliche Grundlage Urteile wegen „Vorbereitung zum Hochverrat“ gefällt, weil Beschuldigte diesen Sender abgehört hatten. Ab dem 29. Oktober 1929 strahlte Radio Moskau, ein starker Kurzwellen-Sender des Zentralrates der russischen Gewerkschaften, deutschsprachige Sendungen aus, die die KPD in Deutschland propagandistisch unterstützten. Die Reichsregierung setzte ab 1931 versuchsweise zahlreiche Störsender dagegen ein, diese führten aber beim Betrieb zu unliebsamen Störgeräuschen des Deutschlandsenders.
Im September 1933 gab die Gestapo einen Erlass heraus, dass alle beim gemeinschaftlichen Empfang von „Radio Moskau“ festgestellten Personen unverzüglich in ein Konzentrationslager einzuliefern seien. Erwogen wurden technische Änderungen an Radioempfängern, um den Empfang zu verhindern.
Ab Herbst 1938 strahlte BBC World Service ein deutschsprachiges Programm aus.
Reichspropagandaminister Joseph Goebbels führte zum 1. Januar 1939 für den Reichsrundfunk die Bezeichnung Großdeutscher Rundfunk ein. Dieser sendete ab Juni 1940 ein nationalsozialistisches Einheitsprogramm für das ganze Deutsche Reich.
Während des Zweiten Weltkrieges entwickelte sich ein Motiv zahlreicher späterer Bücher und Filme: der „Krieg der Radiowellen“. Damit sind Programme gemeint, die den Kriegsgegner aufklären, desinformieren oder einfach nur moralisch schwächen sollten. Neben den offiziellen staatlichen Sendern der nicht von der Wehrmacht besetzten Länder strahlten Tarnsender „schwarze Propaganda“ aus. Diese bestand aus gezielter Desinformation. So betrieben die Briten ab 1943 den Soldatensender Calais (er strahlte aufs Festland) und den Deutschen Kurzwellensender Atlantik (er richtete sich an deutsche U-Boot-Besatzungen im Atlantik und Ärmelkanal). Beide arbeiteten nach der von dem australisch-deutschen Journalisten Sefton Delmer geprägten Methode „cover, cover, dirt, cover, dirt“, womit gemeint war, nicht nur Falschmeldungen zu platzieren, sondern sie in mehrheitlich soliden Nachrichten zu verstecken. Sefton Delmer griff in seinen Tarnprogrammen zum Beispiel niemals die nationalsozialistische Führung in Berlin an.
Während das deutsche Propaganda- und Außenministerium seinen Auslandssender, den Deutschen Kurzwellensender, massiv für seine Propaganda einsetzte, hielt sich die BBC zurück. In einem Bericht in der Londoner Times im September 1941 lobte Leserbriefschreiber David Thomson die deutschsprachigen Sendungen der Sowjets mit den Worten, sie gingen „den einfache Leuten direkt ans Herz“, während den deutschen Sendungen der BBC der „persönliche Touch“ fehle, weil sie eine zu „intellektuelle und literarische Anmutung“ hätten und deswegen eine veraltete Strategie verfolgten. Der Vizechef der BBC Stephen Tallents ging drei Tage später in derselben Zeitung ausführlich auf den Zwiespalt zwischen seriöser Berichterstattung und emotionaler Ansprache ein. Man bediene sich im deutschen Programm der BBC verschiedener Methoden, wovon die direkte Ansprache nur eine sei. Man habe zum Beispiel eine Mutter in Deutschland direkt mit Namen über Sender angesprochen und sie an den Geburtstag ihres 18-jährigen Sohns erinnert, den sie lange nicht sehen würde, weil er sich in britischer Kriegsgefangenschaft befände. Den an persönlicher Ansprache interessierten Hörern empfahl Tallents die Sendung von Sefton Delmer jeden Dienstag Abend um 9 Uhr, vor allem aber „Frau Wernicke“, eine fiktive Berliner Hausfrau, die in Deutschland bekannter sei als mancher britische Staatsmann. Die Informationen der BBC sollten der Devise folgen: „Never tell a lie.“ (Immer bei der Wahrheit bleiben.) Auch bekannte Emigranten kamen zu Wort.
Gegen Ende des Kriegs fielen die deutschen Sender immer häufiger aus. Am 23. April 1945 meldete die New York Times, dass der Kurzwellensender in Zeesen bei Berlin seit dem 21. April 10.45 Uhr nicht mehr sendet und der Deutschlandsender seit drei Tagen schweigt. Am 7., 8. und 9. Mai 1945 verkündete der letzte intakt gebliebene Reichssender Flensburg im Namen der geschäftsführenden Reichsregierung die bedingungslose Kapitulation.

## Die Nachkriegszeit
Vor Kriegsende hatten die Westalliierten weitaus weniger konkrete Vorstellungen von der Veränderung der deutschen Medienlandschaft als die sowjetische Seite. Die Sowjets begannen früh mit der Schulung von deutschen Exilkommunisten als Kader für den Medienaufbau. Ab Juli 1943 betrieben sie Radiosender in der Sowjetunion, die zunächst vor allem als Mittel der psychologischen Kriegführung gegen die Wehrmacht gedacht waren.
Die Briten begannen am 4. Mai 1945 in Hamburg als erste mit der Ausstrahlung eines Rundfunkprogramms im besiegten Deutschland, andere Besatzungsmächte folgten schnell, die Franzosen erst im Oktober in Koblenz. Dabei mussten die Alliierten sich der vorhandenen Rundfunk-Infrastruktur bedienen, wobei sich die Besatzungszonen und alte deutsche Strukturen überlagerten.

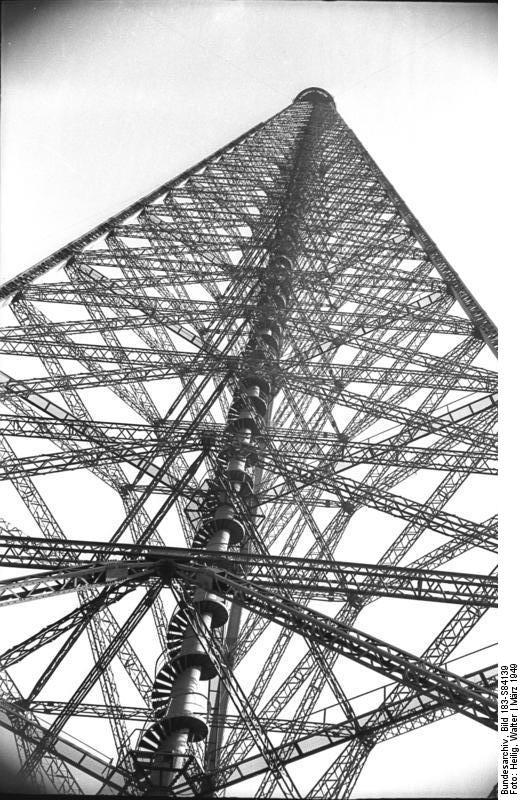
Die neue Sendeanlage des Berliner Rundfunks in Königswusterhausen (1949)

Aus dem von der Roten Armee besetzten „Haus des Rundfunks“ in der Masurenallee in Berlin (ab Juli 1945 britischer Sektor), später Sitz des Senders Freies Berlin (SFB), wurde unter Kontrolle der Sowjetischen Militäradministration (SMAD) am 13. Mai 1945 die erste Radiosendung des „Berliner Rundfunks“, des zukünftigen Rundfunks der DDR, ausgestrahlt. Die Amerikaner starteten als Gegenmaßnahme zunächst ein Drahtfunk-Angebot und ab September 1946 den „Rundfunk im amerikanischen Sektor“ (RIAS). Im August 1946 nahm die britische Militärregierung in Berlin einen Relaissender für den in der Britischen Besatzungszone befindlichen Sender des Nordwestdeutschen Rundfunk Hamburg (NWDR) in Betrieb.
Die sowjetische Besatzungsmacht konfiszierte gemäß einer mit den anderen Alliierten nicht abgesprochenen geheimen Verfügung vom 27. September 1945 in ihrer Zone alle Rundfunkgeräte mit mehr als drei Röhren. Nur bestimmte Politiker und Beamte durften solche Geräte behalten, um spezielle Nachrichtensendungen aus dem nicht sowjetisch kontrollierten Gebiet zu empfangen. Allen anderen blieb mit drei oder weniger Röhren nur der Empfang des von der Besatzungsmacht zensierten Deutschlandsenders und Berliner Rundfunks.
Mit der Gründung der DDR 1949 ging der Rundfunk in der Sowjetischen Besatzungszone komplett an die Staatspartei SED über. Die britische Besatzungsverwaltung gaben sukzessive mehr Kompetenzen an die deutschen Mitarbeiter des NWDR ab. Der deutsche Dienst der BBC übernahm ab November 1945 die Aufgabe der Umerziehung und Propaganda gegen die Sowjets. Die Amerikaner bauten schnell eine dezentrale Rundfunkstruktur auf. Die französischen Besatzer konnten einen eigenen Zonenrundfunk wegen technischer Probleme nur langsam aufbauen. Sie legten den SWF als einheitlichen Sender mit kleinen regionalen Sparten für ihre vergleichsweise kleine Besatzungszone an. Ein Vollprogramm wurde erst im März 1946 ausgestrahlt. Im Oktober 1948 erhielt der SWF Autonomie nach US-Vorbild, bis 1952 hatten die Besatzungsbehörden aber weitgehende Eingriffsmöglichkeiten.

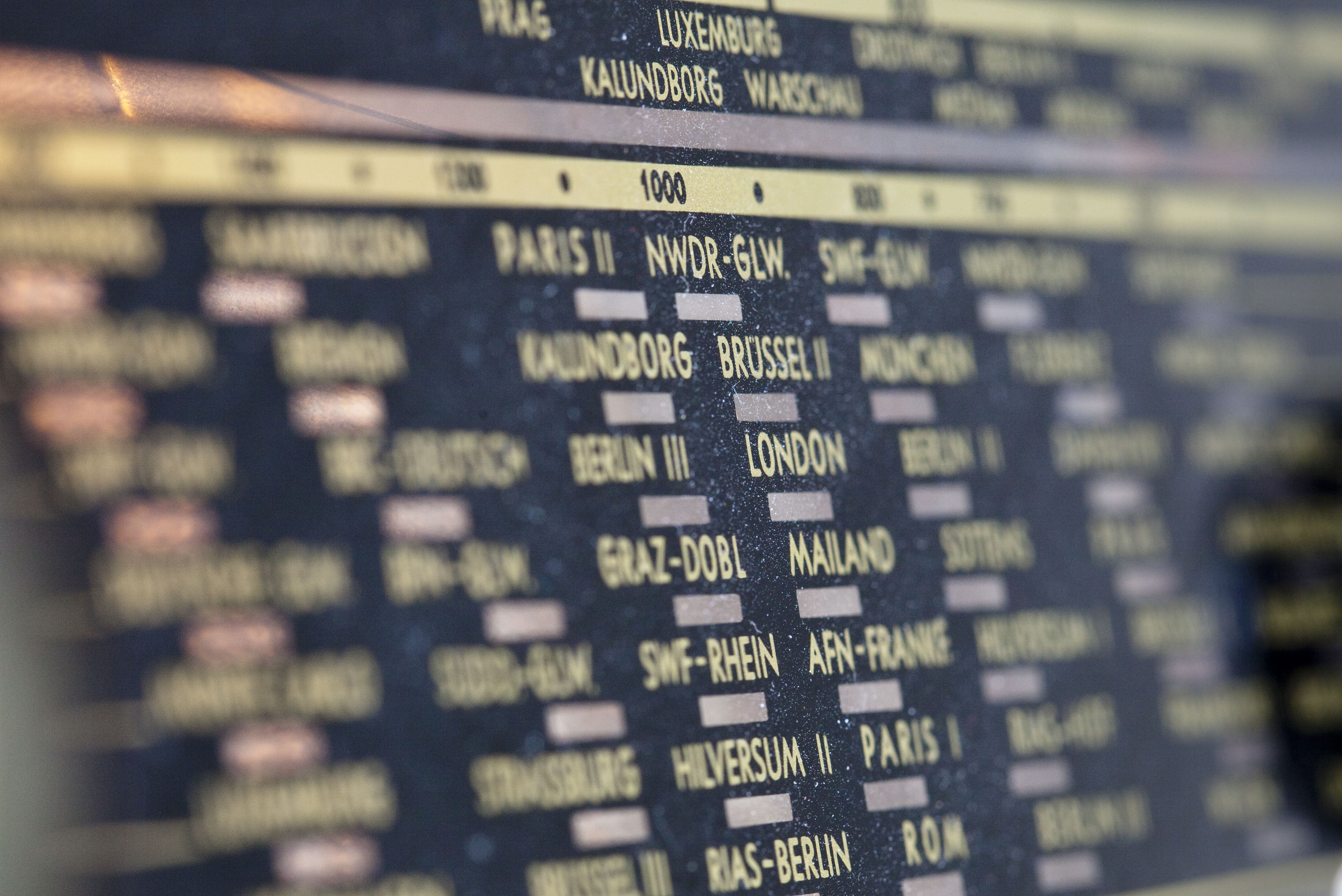
Radioskala eines Röhrenempfängers von 1952

In Westdeutschland wurden zwischen 1948 und 1949 durch die Landesrundfunkgesetze der Bayerische Rundfunk, der Hessische Rundfunk, Radio Bremen und der Süddeutsche Rundfunk gegründet. 1950 schlossen sich alle Landesrundfunkanstalten zur Arbeitsgemeinschaft der öffentlich-rechtlichen Rundfunkanstalten der Bundesrepublik Deutschland (ARD) zusammen. Da Deutschland nach dem Kopenhagener Wellenplan nur wenige Mittelwellenfrequenzen erhielt – die, anders als in anderen großen europäischen Ländern, auf mehrere regionale Rundfunkanstalten verteilt werden mussten –, begannen die Rundfunkanstalten zudem damit, den Ausbau des UKW-Netzes voranzutreiben. Am 3. Mai 1953 begann die Deutsche Welle mit ihren Sendungen auf Kurzwelle als Auslandsrundfunk der Bundesrepublik Deutschland.
In der Nachkriegszeit haben sich die Rundfunkanstalten in Deutschland einen Namen als Kulturförderer, vor allem in den Bereichen Literatur und klassische Musik, erworben. In den 1950er und 1960er Jahren konnten beispielsweise viele Schriftsteller ihren Lebensunterhalt durch Lesungen und das Schreiben von Hörspielen finanzieren. Neben den großen Radio-Sinfonie-Orchestern wie dem RSO Frankfurt mit ihrem klassischen Musikangebot förderte die ARD auch gezielt moderne Stilrichtungen, wie Jazz und elektronische Musik.

## Rundfunk im Fall eines Angriffs mit Nuklearwaffen
Im September 1962 trafen sich Beamte des US-Büros für Zivilschutz OCD mit amerikanischen Rundfunkbetreibern, um über die Bedeutung des Radios im Falle eines „thermonuklearen Angriffs“ nachzudenken. Im Januar 1963 druckte das US-Verteidigungsministerium den Abschlussbericht.
Dieser legte nahe, während und in der Zeit nach einem Kernwaffenschlag, der die USA trifft, den Rundfunk mit besonderer Sorgfalt zu betreiben. Dazu gehörten das vorsorgliche Einrichten von Bunkern in Radiostationen sowie die Anschaffung von Drachenballons („Kytoons“) und automatischen Elektroflugzeugen zum Errichten von Antennen. Der Hörfunk, so der Bericht, erreiche im Land 97,9 % aller Haushalte, die meisten davon über AM-Frequenzen (Mittelwelle). Zudem seien im Jahr 1962, von Autoradios abgesehen, 48 % aller verkauften Rundfunkempfänger batteriegespeist, also ideal für Katastrophen mit ungesicherter Energieversorgung, mit Batterielaufzeiten bis zu 300 Stunden. Energiesparende tragbare Transistorradios seien vor allem dem japanischen Markt zu verdanken, der selbst Geräte mit sechs Transistoren preisgünstig in den USA anböte.
Den Programmmachern riet die Kommission, leichte Unterhaltung zwar zur Stärkung der Moral der Bevölkerung zu senden, jedoch, um Strom zu sparen, sich auf Nachrichten zu konzentrieren. Dabei seien auch schlechte Nachrichten (wie etwa ein drohender weiterer Atomschlag) besser als keine Nachrichten, denn diese beförderten nur Gerüchte und Unsicherheit.

## Ausbau und Veränderungen des Sendebetriebs

### Die 1960er bis 1980er Jahre
1961 begannen die Gastarbeiterprogramme der ARD für Zuwanderer aus Südeuropa. Die älteste Sendung ist die Mezz’Ora Italiana, die vom Saarländischen Rundfunk zuerst am 21. Oktober 1961 in italienischer Sprache ausgestrahlt wurde.
Am 1. Januar 1962 nahm in der Bundesrepublik Deutschland der 1960 per Bundesgesetz gegründete Deutschlandfunk seinen Sendebetrieb auf Lang- und Mittelwelle mit einem in weiten Teilen Europas empfangbaren Informationsprogramm auf. Zielgruppe des Programms waren vor allem die Hörer in der DDR und – mit den später auf Mittelwelle aufgenommenen Fremdsprachensendungen – Osteuropa, er bildete praktisch das Gegenstück zum Deutschlandsender, dem Hörfunkprogramm des Rundfunks der DDR.
Von den 1960er bis Ende der 1980er Jahre hatten in Westdeutschland die öffentlich-rechtlichen Rundfunkanstalten und in Ostdeutschland der staatliche Rundfunk der DDR eine Monopolstellung.
Das kulturelle Engagement der ARD-Sender wurde in den 1970er Jahren nicht weiter ausgebaut und in den folgenden zwei Jahrzehnten Schritt für Schritt zurückgefahren.
Während in Ostdeutschland der staatliche Rundfunk weiterhin als einziger Anbieter von Hörfunkprogrammen zugelassen war, nahmen in Westdeutschland Mitte der 1980er Jahre private Radiostationen den Betrieb auf. Es ist der Beginn des sogenannten „dualen Rundfunksystems“.
Am 23. Juli 1988 wurde mit Radio Dreyeckland in Freiburg das erste deutsche freie Radio legalisiert, nachdem eine juristische Verfolgung des Piratenradios aussichtslos wurde. In der Schweiz ging am 14. November 1983 das freie Radio Radio LoRa in Zürich auf Sendung. In dem Zusammenhang mit den „freien Radiostationen“ spricht man auch vom „trialen Rundfunksystem“, damit ist die Dreiteilung der vorhandenen Frequenzen auf die drei Standbeine öffentlich-rechtlicher, kommerzieller und gemeinnütziger freier Rundfunkveranstalter gemeint.

### Nach dem Fall der Mauer
Der Zusammenbruch der DDR bedeutete auch das Ende des staatlichen Rundfunks. Der Betrieb wurde nach Maßgabe des Rundfunküberleitungsgesetzes vom 14. September 1990 (Gesetzblatt der Deutschen Demokratischen Republik 1990 Teil I S. 1563) fortgeführt. 1990/91 wurden die ostdeutschen Sender umbenannt, Personal wurde abgebaut, und der Sendebetrieb wurde schließlich auf der Grundlage des Staatsvertrags über den Rundfunk im vereinigten Deutschland zum 31. Dezember 1991 eingestellt.
Die ARD wurde um die beiden ostdeutschen Anstalten ORB (2003 mit dem SFB zum RBB fusioniert) und MDR erweitert. Im Hörfunk entstand aus der Fusion des ostdeutschen Senders DS Kultur, des Westberliner Senders RIAS 1 sowie des westdeutschen Deutschlandfunks 1994 das DeutschlandRadio, das danach mit zwei Programmen weitersendete. Im Januar 2010 spaltete sich daraus das DRadio Wissen ab, wodurch nunmehr in Deutschland drei nationale Hörfunk-Vollprogramme bestehen.

### Kulturförderung
Zur Kulturförderung unterhält der öffentlich-rechtliche Rundfunk in Deutschland 14 Symphonie- und Rundfunkorchester, acht Chöre und vier Big Bands. Mit diesen Klangkörpern ist der öffentlich-rechtliche Rundfunk der größte Konzertveranstalter und einer der wichtigsten Auftraggeber für Komponisten. Die Entwicklung des Hörspiels und der Mundartliteratur wird ebenfalls durch den öffentlich-rechtlichen Rundfunk gefördert.
Insgesamt betrachtet, hatte sich 2011 die Situation in der Kulturförderung im Vergleich zu den Nachkriegsjahren allerdings umgekehrt. Zwar decken die öffentlich-rechtlichen Sender immer noch ein bedeutendes Spektrum an kulturellen Leistungen ab, aber die Arbeit für den Hörfunk wird nicht nur deutlich schlechter bezahlt als im Fernsehen, sondern ist in vielen Fällen für die beteiligten Autoren und Künstler zu einem Verlustgeschäft geworden. Es ist eine Schere entstanden zwischen gut bezahlten und sozial abgesicherten festangestellten Rundfunkmitarbeitern und den sogenannten „Freien“, die von ihrer Arbeit oft nicht mehr leben können.